# Artūras Gudaitis
Artūras Gudaitis (Klaipėda, 19 de junio de 1993) es un baloncestista lituano que pertenece a la plantilla del Alvark Tokyo de la B.League de Japón. Con 2,08 metros de estatura, juega en las posiciones de ala-pívot y pívot.

## Trayectoria deportiva
Comenzó jugando en el equipo de la universidad de su ciudad natal, para pasar en 2012 al segundo equipo del Žalgiris Kaunas, dando el salto al primer equipo al año siguiente. Jugó dos temporadas, promediando en la Euroleague 6,0 puntos y 3,6 rebotes por partido. Ganó dos ligas y una copa de su país en ese periodo.
El 25 de junio de 2015, fue seleccionado en la cuadragésimo novena posición del Draft de la NBA de 2015 por Philadelphia 76ers, pero pocos días después fichó por el Lietuvos rytas.
El 12 de septiembre de 2017 fichó por el Olimpia Milano italiano.
En julio de 2020, se hace oficial su fichaje por el Zenit de San Petersburgo de la VTB United League.
El 29 de marzo de 2022, firma por el Napoli Basket de la Serie A italiana.
El 25 de julio de 2023 firma con el Alvark Tokyo de la B.League de Japón.

### Estadísticas en la Euroleague
| Año     | Equipo   | PJ | PT | MPP  | %TC  | %3P  | %TL  | RPP | APP | ROB | TPP | PPP | VAL |
| ------- | -------- | -- | -- | ---- | ---- | ---- | ---- | --- | --- | --- | --- | --- | --- |
| 2013–14 | Žalgiris | 7  | 1  | 10.3 | .600 | .000 | .636 | 2.6 | .6  | .4  | .7  | 4.4 | 6.9 |
| 2014–15 | Žalgiris | 20 | 4  | 15.4 | .506 | .400 | .618 | 4.0 | .3  | .2  | .9  | 6.5 | 7.2 |
| tOTAL   |          | 27 | 5  | 14.1 | .524 | .222 | .620 | 3.6 | .3  | .2  | .9  | 6.0 | 7.1 |

## Selección nacional
Gudaitis ha representado a su país en torneos internacionales, tanto a nivel juvenil como a nivel absoluto.
Integró la plantilla del combinado lituano que terminó quinto en el Eurobasket Sub-18 de 2011 y del que terminó noveno en el Eurobasket 2017.